# Tumulus van Herderen (De La Brassinnestraat)
De Tumulus van Herderen aan de De La Brassinnestraat, mogelijk ook Gentombe genoemd maar bij de plaatselijke bevolking niet onder die naam bekend, is een Gallo-Romeinse grafheuvel bij Herderen in de Belgische provincie Limburg in de gemeente Riemst. De heuvel ligt ten zuiden van de De La Brassinnestraat op zo'n 300 meter ten noorden van de N79, vlak bij de oude Romeinse weg van Tongeren naar Maastricht.
De tumulus ligt naast een boerenhoeve. In 1976 werd de tumulus beschermd als monument en de omgeving van de tumulus vormt ook een beschermd landschap.